# Francesco Netti
Francesco Saverio Netti (Santeramo in Colle, 24 dicembre 1832 – Santeramo in Colle, 28 agosto 1894) è stato un pittore e letterato italiano.

## Biografia

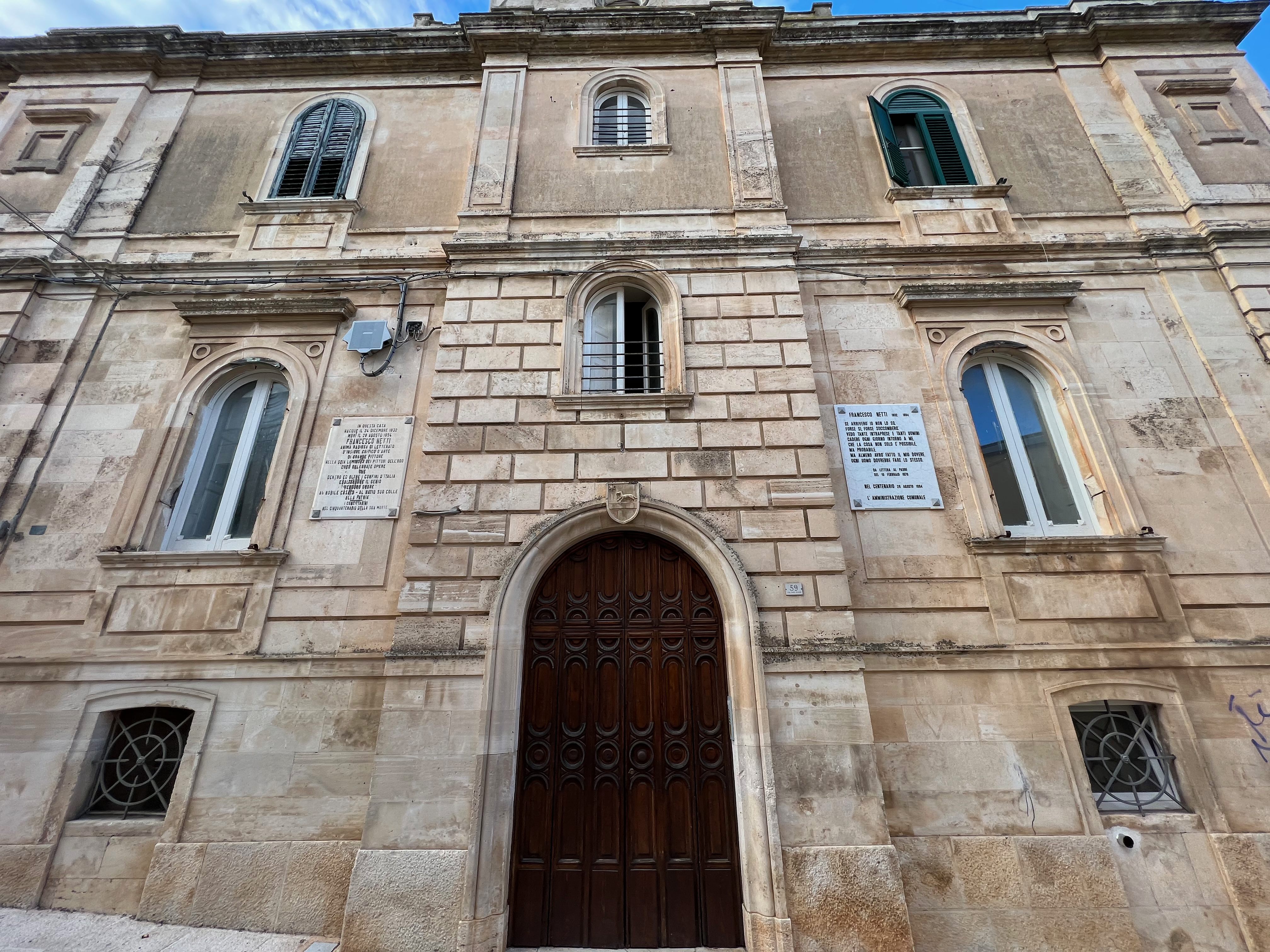
Casa natale dell'artista a Santeramo in Colle

Nacque dal ricco proprietario terriero Nicola Netti (1798-1899) sposato con Giuseppina Maria Vitale (1806-1869), di Conversano. Una lapide su Palazzo Netti, in via Sant'Eligio a Santeramo in Colle, ricorda il luogo della nascita.
Nicola Netti e Giuseppina Maria Vitale di Conversano ebbero quattro maschi (Francesco Saverio, Luigi, Antonio e Raffaele) e cinque femmine (Mariannina, Lucrezia, Maria, Lucia e Rosa).
I dipinti di Francesco Netti, con persone di famiglia, sonoː La crisi 1887, La sorella Mariannina al pianoforte, Ritratto del fratello Antonio e Ritratto della nipote Giuseppina Netti.

### Giovinezza a Napoli
Francesco trascorre quasi cinquant'anni della sua vita lontano dalla famiglia e dal paese di origine. Nel 1843, a Napoli, studia nel collegio San Carlo alle Mortelle dei padri scolopi e a Napoli si laurea in giurisprudenza. Ha lezioni private di pittura da Domenico Morelli e nel 1855 entra nell'Accademia di belle arti di Napoli; prosegue quindi a Roma gli studi di pittura (1856-1859) e compie viaggi d'istruzione a Firenze, a Torino, a Venezia, a Padova, a Ferrara, a Bologna e a Ravenna.
Stringe amicizia con artisti, tra cui Achille Carrillo, Ottorino Caracciolo, Giuseppe Bonolis, Tommaso De Vivo, Michele De Napoli, Adriano Cecioni, Marco De Gregorio, Giuseppe De Nittis, Federico Rossano, Camillo Miola.
Durante la lunga permanenza a Napoli si affianca al movimento artistico della Scuola di Resìna, fondato nel 1863 da Marco De Gregorio (1829-1876) e che ha avuto come affiliati, tra altri, il toscano Adriano Cecioni, il barlettano Giuseppe De Nittis, il napoletano Federico Rossano, Enrico Gaeta e il siciliano Antonino Leto.
Questo gruppo di pittori, attivo a Napoli dal 1863 al 1867 - e in modo più discontinuo fino al 1875 - si opponeva all'accademismo, di cui Domenico Morelli era un rappresentante, ed era orientato a valorizzare lo studio dal vero, la rappresentazione precisa e luminosa del paesaggio urbano e rurale, l'osservazione attenta della natura, l'attenzione al paesaggio e agli effetti di luceː tutti aspetti che Netti farà propri.

### Soggiorno in Francia
In Francia - dal 1866 al 1871 - visita Parigi, Fontainebleau e Grez. Incontra e stringe amicizia con Giuseppe Palizzi e con gli aderenti alla Scuola di Barbizon, che si cimenta nella pittura dal vero e anche en plein air (all'aperto).
La Scuola di Barbizon - che prende il nome di una località francese - tra il 1830 e il 1870 ha raccolto esponenti del realismo, tra cui Jean-François Millet, John Constable, Théodore Rousseau, Jean-Baptiste Camille Corot. Vi aderisce anche Giuseppe De Nittis.
Appartiene al periodo francese il quadro di Netti del 1870 Festa a Grez, oggi esposto nella Pinacoteca metropolitana di Bari: al centro della scena giovani bendati cercano di tagliare il collo a un'oca, appesa ad una fune, mentre all'ombra delle case donne e bambini assistono divertiti. Sono coeve le sue opere Barricate in una strada, Orgia e lavoro, Dopo il veglione.

### Ritorno a Napoli
Nel 1871 Netti ritorna a Napoli, dove frequenta il gruppo della Scuola di Resìna. Si ispira anche agli scavi archeologici, a Pompei ed a Ercolano, e dal 1875 al 1877 dipinge quadri in stile pompeiano, tra cuiː Coro antico che esce dal tempio, Festa greca, Coro greco, Danzatrici, Citarista e Lotta di gladiatori.

### Viaggio in Oriente
Un viaggio-crociera nell'Oriente (a luglio 1884), offertogli dall'amico e mecenate Giuseppe Caravita principe di Sirignano, allarga gli orizzonti artistici di Francesco Netti: il fascino del mondo orientale, per gli ambienti naturali, architettonici, paesaggistici e umani, gli offre spunti per passare ad una nuova, intensa e inedita produzione.
Dall'esperienza del viaggio e dai cimeli portati dall'Oriente - tappeti, piante, abiti, schizzi e foto e oggetti decorativi - nascono opere come: Veliero, Sul Bosforo, Siesta, Ragazza assopita, Ricamatrici levantine e Donna turca.
Un gruppo di opere di Netti sono state donate dalla famiglia Accolti Gil Vitale al comune di Conversano e collocate nel Museo del palazzo Comunale: Ricamatrici levantine, Nudo di donna, Nudo di donna di spalle, Ritratto muliebre, Prigioniera, Sul sagrato della chiesa, Angolo di Santeramo, Il traino Madonna con angeli e l'arazzo “Madonna con santi”

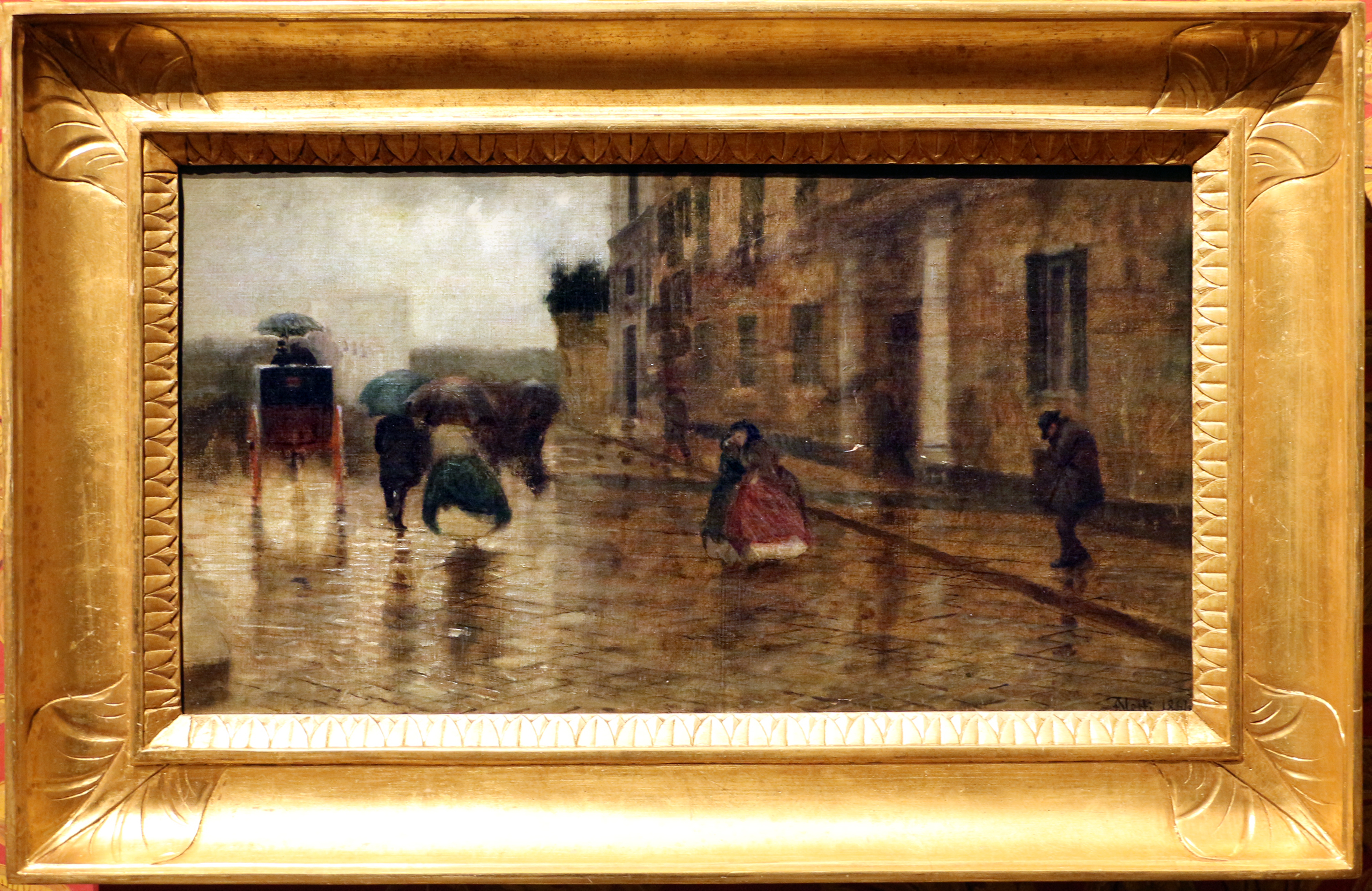
La pioggia

### Testimone dell'Ottocento
Hanno ispirato la vena artistica di Netti avvenimenti di cronaca, vicende di natura storica, aspetti di vita contemporanea e momenti di vita quotidiana: Un episodio del 15 maggio 1848, Processione di penitenza, Donna malata, Sartina, Donna che legge, Lettura, Nuda sul letto, Gli amanti asfissiati, In corte d'assise (Pinacoteca provinciale di Bari) e Convalescenza.

### A Santeramo
Un altro filone della produzione artistica di Francesco Netti è legato al paese natale, Santeramo.
In età avanzata decide di curare, con l'aria salubre di Santeramo, la sua salute malferma. Osserva attentamente la dura vita dei contadini e si sofferma sul paesaggio brullo della campagna. Negli ultimi anni si avvia verso le nuove tecniche pittoriche impressionistiche.
Opere realizzate a Santeramo e su Santeramo: Un angolo del mio studio, Soldatini, Vecchie case a Santeramo, Angolo di Santeramo, Sul sagrato della chiesa, Coro della chiesa matrice, Pozzo in un cortile, Contadino che carica un traino, Masseria, Sulla via di Santeramo, Traino, Una famiglia sull'asino, Donna con bambino a cavallo, Abbeveratoio, Sant'Effremo (1892) Il "Ciclo dei mietitori", (1890-1894) comprende: Riposo in mietitura, Pasto dei mietitori e La messe. Allo stesso periodo risalgono anche i pochi documenti che dimostrano l'interesse del Netti anche per la fotografia. Sono immagini quasi tutte connesse al ciclo dei Mietitori od a paesaggi della Murgia.
Alla Galleria dell'Accademia di Belle Arti sono presenti due opere di Nettiː Coro antico, 1877, olio su tela, 207x112 cm e La Messe, 1894, olio su tela, 283x185 cm.
Suoi eredi d'arte e discepoli sono stati Bartolomeo Paradiso (1878-1971) ed Hero Paradiso (1912-1994). Francesco Netti è sepolto nel cimitero di Santeramo.

### Musei che conservano sue opere
- Pinacoteca metropolitana di Bari
- Polo Museale Comunale, Conversano
- Museo di San Martino, Napoli
- Galleria dell'Accademia di Belle Arti, Napoli
- Museo d'Arte Moderna, Venezia
- Galleria degli Uffizi, Firenze
- Galleria nazionale d'arte moderna e contemporanea, Roma
- Museo di Capodimonte, Napoli
- Gallerie d'Italia, Napoli
- Museo e Pinacoteca Comunali, Barletta
- Archivio Biblioteca Museo civico, Altamura
- Galleria Nazionale della Puglia “Girolamo e Rosaria Devanna, Bitonto
- Museo del Louvre,  Parigi
- Cattedrale di Santa Maria Assunta, Altamura

### Suoi scritti
Le recensioni e gli interventi di critica d'arte, scritti dal 1865 al 1889 e pubblicati in varie riviste, dopo la sua morte sono stati raccolti:
- Scritti varii, con prefazione di Camillo Miola, Trani, 1895.
- Per l'arte italiana, Trani, 1895.
- Critica d'arte, a cura di Aldo De Rinaldis, Bari, Editore Laterza, 1938.
- Scritti critici, a cura di Lucio Galante, Roma, De Luca Editore, 1980.
- Le lettere scritte a familiari e amici costituiscono un interessante epistolario.